# Carol Heitz
Carol Heitz, né le 19 août 1923 à Brașov (Roumanie) et mort le 31 mai 1995, est un universitaire et historien d'art français spécialisé dans l'art du Haut Moyen Âge. Il a été président de l'Université Paris-Nanterre de 1981 à 1983.

## Biographie

### Jeunesse et fuite en France
Carol Heitz est né en Roumanie. Durant la Seconde Guerre mondiale, il entre en résistance, opposé au Maréchal Antonescu. Il est capturé et enfermé dans un camp près de Königsberg. Blessé aux yeux lors d'une distribution de repas, le médecin l’envoie se soigner dans la grande ville voisine, le jour où les Alliés bombardent la ville. Il se cache, mais est à nouveau capturé et envoyé dans un autre camp. A nouveau blessé par une jeep lors de travaux, il est envoyé à l'infirmerie du camp, et réussit à rentrer en contact avec les Américains, qui l'emmènent en Lorraine.
Il devient alors ouvrier métallurgiste pour pouvoir payer ses études d'allemand en France. Il est naturalisé français en septembre 1950.

### Carrière dans l'enseignement
Après des études d'allemand, il devient lecteur d'allemand à l'Université de Nancy en 1948. Il conserve ce poste jusqu'en 1952. Il est parallèlement assistant d'allemand au Lycée Henri-Poincaré de Nancy jusqu'en 1951. Il multiplie les expériences pédagogiques en étant maître auxiliaire à l'Ecole nationale professionnelle d'Epinal entre 1952 et 1953, puis maître auxiliaire au collège moderne de garçons de Nancy en 1953.
En 1953 et jusqu'à 1955, il est adjoint d'enseignement au Lycée Henri-Poincaré, avant de devenir stagiaire au centre pédagogique régional de Nancy (1955-1956).
Il obtient le CAPES en 1956, et est reçu l'année suivante à l'agrégation d'allemand. Il enseigne alors l'allemand au lycée de Metz, avant de devenir assistant (1958-1960) puis maître-assistant d'allemand à l'université de Nancy, jusqu'en 1966.
Il obtient un doctorat en 1961, sur les rapports entre liturgie et architecture à l'époque carolingienne.
En 1966, il devient chargé d'enseignement d'histoire de l'art à l'Université de Poitiers, jusqu'en 1972. Il s'implique dans la gestion de l'université et devient président de son conseil transitoire en 1969, puis président de son assemblée constitutive (1970-1971), puis premier vice-président de l'université entre 1971 et 1973.
En 1972, il intègre l'Université Paris-Nanterre comme maître-assistant. Il prépare parallèlement un doctorat d’État en histoire de l'art, qu'il obtient en 1978, date à laquelle il est promu maître de conférences. Il devient professeur à partir d'août 1979. Il est l'un des fondateurs des départements d'histoire de l'art des universités de Poitiers et de Nanterre. Il dirige l'unité d'enseignement et de recherche (U.E.R.) de philosophie-histoire de l'art - mathématiques de Nanterre, de mai 1975 à février 1978.
Il est élu en 1981 président de l'Université Paris-Nanterre pour succéder à Jean-Maurice Verdier au troisième tour, avec 45 voix sur 61. Il prend ses fonctions le 25 février 1981, et est réélu le 13 mars 1983. Il conserve cette fonction jusqu'au 9 mai 1983. Il décide ce même mois de démissionner après un accident cardiaque qui l'affaiblit. 

### Après la présidence de l'Université Paris-Nanterre
Il préside ensuite l'Association des professeurs d'Histoire de l'art et d'archéologie des universités françaises de 1974 à 1986. En 1982, et jusqu'à 1994, il est membre de la Commission nationale des monuments historiques. Il est directeur de thèses à partir de 1986 et jusqu'à sa retraite. Il a dirigé une quinzaine de thèses.

## Vie privée
Il se convertit au catholicisme lorsqu'il arrive en France. Il épouse une Lorraine, avec laquelle il a huit enfants.